# Goodenia cylindrocarpa
Goodenia cylindrocarpa är en tvåhjärtbladig växtart som beskrevs av Albr. Goodenia cylindrocarpa ingår i släktet Goodenia och familjen Goodeniaceae. Inga underarter finns listade i Catalogue of Life.